# 北树鼩
北树鼩（學名：Tupaia belangeri）也称中缅树鼩、树鼩，俗称“扁尾巴老鼠”，是一種產自中南半岛、南亚次大陆东北部和中國南部的樹鼩，模式產地在缅甸仰光附近，主要棲息於热带和亚热带森林及灌木丛。

## 亚种
- 北树鼩阿萨姆亚种（T. b. assamensis），Wroughton 于1921年命名。在中国大陆，分布于西藏（阿波尔山）等地。该物种的模式产地在印度阿萨姆邦。[5]
- 北树鼩滇西亚种（T. b. chinensis），Anderson 于1879年命名。在中国大陆，分布于四川西南部、云南等地。该物种的模式产地在云南蚌西和孟拉的桑达河谷。[6]
- 北树鼩高黎贡山亚种（T. b. gaoligongensis），Wang 于1987年命名。在中国大陆，分布于云南（高黎贡山中段及北段）等地。该物种的模式产地在云南泸水。[7]
- 北树鼩喜马拉雅亚种（T. b. lepcha），Thomas 于1922年命名。在中国大陆，分布于西藏（南部）等地。该物种的模式产地在印度。[8]
- 北树鼩海南亚种（T. b. modesta），G. Allen 于1906年命名。在中国大陆，分布于海南等地。该物种的模式产地在海南岛黎母山。[9]
- 北树鼩越北亚种（T. b. tonquinia），Thomas 于1925年命名。在中国大陆，分布于广西（西南部）等地。该物种的模式产地在越南。[10]
- 北树鼩瑶山亚种（T. b. yaoshanensis），Wang 于1987年命名。在中国大陆，分布于广西（大瑶山）等地。该物种的模式产地在广西金秀。[11]
- 北树鼩滇南亚种（T. b. yunalis），Thomas 于1914年命名。在中国大陆，分布于云南（红河流域及以东地区和中部无量山）、贵州西南部、广西（百色地区）等地。该物种的模式产地在云南蒙自。[12]

## 保护
本种于2023年被收录入《有重要生态、科学、社会价值的陆生野生动物名录》。